# Championnat des Antilles néerlandaises de football 1962
Navigation
Saison précédente Saison suivante
La saison 1962 du Championnat des Antilles néerlandaises de football est la troisième édition de la Kopa Antiano, le championnat des Antilles néerlandaises. Les deux meilleures équipes de Curaçao et d'Aruba se rencontrent lors d'un tournoi inter-îles. 
Les quatre clubs qualifiés sont regroupés au sein d'une poule unique où chaque équipe rencontre deux fois ses adversaires. L'équipe en tête de la poule est sacrée championne des Antilles néerlandaises.
C'est le tenant du titre, le RKVFC Sithoc, champion de Curaçao, qui est à nouveau sacré cette saison après avoir terminé en tête de la poule, devant le SV Dakota, champion d'Aruba. Il s’agit du second titre de champion des Antilles néerlandaises de l’histoire du club.
Le vainqueur de la Kopa Antiano se qualifie pour la Coupe des clubs champions de la CONCACAF.

## Clubs engagés
- RKVFC Sithoc - Champion de Curaçao 1962
- RKSV Scherpenheuvel - Vice-champion de Curaçao 1962
- SV Dakota - Champion d'Aruba 1962
- SV Estrella - Vice-champion d'Aruba 1962

## Compétition
Le barème utilisé pour établir le classement est le suivant :
- Victoire : 2 points
- Match nul : 1 point
- Défaite : 0 point

| Rang | Équipe              | Pts | J | G | N | P | Bp | Bc | Diff |  | Résultats (▼ dom., ► ext.) | Sit | Dak | Sch | Est |
| ---- | ------------------- | --- | - | - | - | - | -- | -- | ---- |  | -------------------------- | --- | --- | --- | --- |
| 1    | RKVFC SithocT       | 10  | 6 | 5 | 0 | 1 | 19 | 8  | +11  |  | RKVFC SithocT              |     | 3-1 | 3-2 | 4-0 |
| 2    | SV Dakota           | 8   | 6 | 4 | 0 | 2 | 16 | 10 | +6   |  | SV Dakota                  | 1-3 |     | 3-1 | 3-1 |
| 3    | RKSV Scherpenheuvel | 6   | 6 | 3 | 0 | 3 | 12 | 13 | -1   |  | RKSV Scherpenheuvel        | 2-1 | 2-4 |     | 2-0 |
| 4    | SV Estrella         | 0   | 6 | 0 | 0 | 6 | 5  | 21 | -16  |  | SV Estrella                | 2-5 | 0-4 | 2-3 |     |

|  | Qualification pour la Coupe des champions de la CONCACAF 1963 |
|  | T : Tenant du titre                                           |

## Bilan de la saison
| Championnat des Antilles néerlandaises de football 1962 |                         |
| Champion                                                | RKVFC Sithoc (2e titre) |
| Qualifications continentales                            |                         |
| Coupe des champions de la CONCACAF 1963                 | RKVFC Sithoc            |
| Promotions et relégations                               |                         |
| Promus en Kopa Antiano                                  | Aucun                   |
| Relégués                                                | Aucun                   |